# Ivana Hroma
Ivana Burgundska, također poznata kao Ivana Hroma (francuski Jeanne la Boiteuse; † 12. prosinca 1349.), bila je francuska kraljica kao prva supruga kralja Filipa VI. Sretnog. Dok joj je suprug izbivao (Stogodišnji rat), kraljica je od Filipa dobila dopuštenje da postane regentica. Plemstvo nije bilo zadovoljno ovakvim činom.
Rođena oko 1293., Ivana je bila dijete Roberta II., burgundskog vojvode i Agneze Francuske, kćeri Luja IX. Svetog. Ivanina sestra Margareta udala se za kralja Luja X, a Ivana za Filipa, grofa Valoisa; Filip je postao kralj Filip VI. Sretni. Ivana, bibliofil, naredila je prijevod značajnijih tekstova na dvoru, kako bi se više ljudi "hranilo" znanjem.

## Kriza nasljeđivanja francuskog prijestolja
Ivanina je sestra bila kraljica Margareta, optužena za preljub te je umrla u zatvoru. Je li Ivana II. Margaretino i ljubavnikovo dijete ili joj je otac Luj X. Francuski? Lujev je brat Filip zavladao nakon smrti sinovca Ivana I. Filip je umro bez sinova te je mlađi brat Karlo Lijepi, oženjen triput, dobio posmrtnu kćer. Društveni su problemi pratili ovaj skandal; Filip nije bio voljen vladar, vrijeme je bilo nepogodno za žitarice. Za složene probleme, ljudi su se okrenuli praznovjerju te raste nesnošljivost prema Židovima.
Nakon smrti kraljeva Luja X., Filipa V. i Karla IV., Lujeva kći Ivana napokon postaje navarska vladarica. U Francuskoj, sve je upućivalo da će Filip postati kralj, ali Izabela Francuska, ponudila je svog sina da postane francuski kralj kao unuk Filipa IV. Lijepoga. Francuskom je plemstvu Izabela dala dobar razlog za smijeh. Ako Izabela nema pravo stupanja na tron, otkud dopuštenje Izabelinom sinu da postane francuski vladar?
Filip, grof Valoisa, nije imao pravo na Navaru, ali smio je zavladati Francuskom te je stoga postao Filip VI. Sretni. 
Ivana se udala za Filipa VI. 1313. godine. Ovo su djeca koju je Ivana rodila Filipu:
- Ivan II.
- Marija
- Luj
- Luj
- sin
- sin
- Filip
- Ivana
- sin